# Si monvmentvm reqvires, circvmspice
Si monvmentvm reqvires, circvmspice (eigentlich Si monumentum requiris, circumspice; lat. für ‚Wenn Du ein Denkmal suchst, sieh Dich um‘) ist ein Album der Black-Metal-Band Deathspell Omega. Es wurde 2004 veröffentlicht.

## Stil und Inhalt
Musikalisch gesehen repräsentiert das Album eine starke Stilveränderung gegenüber dem früheren Schaffen der Band. Sowohl eine Steigerung der Aufnahmequalität als auch ein eher avantgardistischer, experimenteller Ansatz unterscheiden dieses Werk deutlich von früheren Veröffentlichungen; auch der Gesang unterscheidet sich stark von dem der Vorgänger. Das Schlagzeug ist druckvoller produziert und die einzelnen Instrumente sind klarer herauszuhören. Das Album ist weniger fließend und dafür allgemein schneller, dissonanter und hektisch, mit mehr Breaks, und in Struktur und Rhythmus teilweise mit Satyricons Nemesis Divina vergleichbar. Der gutturale Gesang ist eher gegrunzt als black-metal-typisch gekrächzt, aber mit einem kratzenden Unterton. 
Jede LP-Seite beginnt mit einem „Gebet“. Außerdem enthält das Album mehrere ruhigere Stücke mit Chorgesängen im Hintergrund. Diese Struktur ist gewählt worden, um dem Hörer einen „verdaulicheren“ Zugang zu dem mit 76 Minuten Spielzeit sehr langen Werk zu gewähren. Das Album stellt den ersten Teil einer Trilogie dar, die sich mit theologischen Themen wie Gott, Satan und der Beziehung des Menschen zu ihnen befasst; dabei werden auch Zitate aus der Bibel verwandt, die teilweise unbearbeitet sind. Satan wird in den Anbetungen sowohl als „Satan“ als auch als „God“ angesprochen; Kyle Ward von sputnikmusic bezeichnet dies als „teilweise schwer zu entziffern“, und Paul „Sargon the Terrible“ Batteiger von The Metal Crypt merkt an, beim bloßen Lesen der Liedtitel könnte man denken, es handle sich um eine christliche Band; das einmalige Lesen des Textes zu Jvbilate Deo (O Be Joyful in the Lord) räume solche Vorstellungen jedoch aus. Das Album wird als „theological dispute on the divine essence of the Devil, the roles and virtues of faith and the place of man therein“ (‚ein theologischer Disput über die göttliche Essenz des Teufels, die Rollen und Werte des Glaubens und den Platz des Menschen darin‘) bezeichnet. Die EP Kénôse wird von der Band als Appendix des Albums und seiner theologisch-philosophischen Hauptthematik angesehen.
Drink the Devil’s Blood ist eine Neuaufnahme des gleichnamigen Lieds vom Debütalbum Infernal Battles.

## Titelliste
1. First Prayer – 5:44
2. Sola fide I – 5:14
3. Sola fide II – 7:53
4. Second Prayer – 4:41
5. Blessed Are the Dead Whiche Dye in the Lorde – 5:47
6. Hétoïmasia – 7:08
7. Third Prayer – 3:57
8. Si monvmentvm reqvires, circvmspice – 6:32
9. Odivm nostrvm – 4:46
10. Jvbilate Deo (O Be Joyful in the Lord) – 6:08
11. Carnal Malefactor – 11:45
12. Drink the Devil’s Blood – 4:32
13. Malign Paradigm – 3:40

## Rezeption
Das Album macht laut The Metal Observer „die anderen Alben der Band irrelevant“. Matthias Noll von Chronicles of Chaos hingegen gab dem Album nur drei von zehn Punkten und bezeichnete die Lieder als langweilig, überlang, prätentiös, maß- und ziellos. Jeffrey van de Kemp von Archaic-Magazine.com bezeichnete Si monvmentvm reqvires, circvmspice als das Black-Metal-Album des Jahres 2004. Batteiger gab dem Album 4.25 von 5 Punkten, bezeichnete es als „eindrucksvolle Scheibe“ und lobte die Texte als die intelligenteste Blasphemie, die er je gelesen habe; die Texte seien so gut, dass er wünsche, die Band würde sich etwas interessanterem widmen als dem Anprangern der Christen, was eine Zeitverschwendung wäre. Das Rock-Hard-Magazin führt das Album in seiner Liste der „250 Black-Metal-Alben, die man kennen sollte“ auf.